# Eudesmoscolex luteocola
Eudesmoscolex luteocola is een rondwormensoort. De wetenschappelijke naam van de soort is voor het eerst geldig gepubliceerd in 1951 door Chitwood.